# Engraulídeos
Os engraulídeos (Engraulidae) são peixes pelágicos, geralmente planctonófagos, de águas costeiras e estuários, que se encontram em todos os oceanos do mundo. São conhecidos popularmente como manjuba, aletria, arenque, xangó, pipitinga e pititinga. Pertencem a este grupo as anchovetas e o biqueirão. A boca tem sempre uma posição inferior, com a maxila proeminente. Algumas espécies atingem 50 centímetros de comprimento, mas a maioria atinge menos de 15 centímetros. Diferenciam-se da sardinha por ter a parte inferior da boca aberta até a porção posterior dos olhos e por ter a cabeça terminada num focinho.

## Etimologia
"Aletria" originou-se do termo árabe al-iTria. "Arenque" originou-se do termo frâncico hâring. "Pipitinga" e "pititinga" se originaram da junção dos termos tupis pï (pele) e ti ting (branca, branca).